# Robert Gloton
Robert Gloton (né le 5 avril 1906 à Paris - mort le 16 février 1986 à Saint-Germain-en-Laye) est un pédagogue, inspecteur de l'Éducation nationale française et président du Groupe français d'éducation nouvelle à partir de 1969. Il est connu pour les travaux menés sur l'éducation nouvelle dans le Groupe expérimental du 20e arrondissement de Paris autour de l'école Vitruve.

## Biographie
Robert Gloton est né en 1906 dans une famille d'artisans. Il entre en 1921 à l'école normale d'Auteuil, et, son diplôme obtenu, enseigne en région parisienne.
En 1936, il reprend ses études pour devenir inspecteur. Il suit les cours d'Henri Wallon à la Sorbonne et découvre alors les travaux des pionniers de l'éducation nouvelle : Decroly, Maria Montessori, John Dewey et Georg Kerschensteiner[réf. nécessaire]. Mobilisé en 1939, il est prisonnier de guerre pendant cinq ans.
À la Libération, il passe le concours d'inspecteur et est nommé à Châlons-en-Champagne puis à Vernon où il commence à introduire les pédagogies actives. Il encourage les échanges pédagogiques entre les enseignants de sa circonscription, mais, surtout, mène une expérimentation sur la suppression de tout devoir scolaire à la maison. Son rapport sur le résultat positif de cette expérimentation sera un des éléments qui mèneront à l'interdiction par décret en 1956 des devoirs à la maison dans l'ensemble des écoles primaires en France.
En 1950, il adhère au Groupe français d'éducation nouvelle (GFEN), alors présidé par Henri Wallon, et en devient vice-président avec Aurélien Fabre en 1955.
En 1959, il termine sa carrière d'inspecteur à Paris, dans le quartier de Ménilmontant où il avait grandi. Il s'agit d'une circonscription où l'échec scolaire est important : 30 % des élèves ont redoublé au cours préparatoire, 50 % à la fin du primaire.
Il lance alors un projet de lutte contre l'échec scolaire autour de l'école de la rue de Vitruve, qui affiche les plus piètres résultats, et des écoles avoisinantes. Le projet sera connu sous le nom de Groupe expérimental du 20e arrondissement de Paris. Avec une équipe constituée d'instituteurs volontaires, il insuffle un esprit d'éducation nouvelle dans ces écoles défavorisées. L'expérience est concluante et perdure jusqu'à nos jours à l'école Vitruve. Elle n'a cependant pas eu l'effet « tache d'huile » escompté par Robert Gloton, et les autres écoles de sa circonscription continuent à travailler selon des méthodes traditionnelles.
Autour de ce groupe s'instaurent des échanges avec les écoles nouvelles publiques et privées de la région parisienne : l'école la Source à Meudon, l'école Decroly à Saint-Mandé, l'école nouvelle d'Antony et les membres du GFEN.
En 1969, Robert Gloton devient président du GFEN. Henri Bassis, qui avait participé au Groupe expérimental du 20e arrondissement de Paris, lui succèdera.

## Œuvres
- L'Activité créatrice chez l'enfant, Casterman. Avec Cl. Clero.
- L'Autorité à la dérive, Casterman.
- L'Établissement scolaire, unité éducative, Collectif GFEN sous la direction R. Gloton, Casterman
- L'Art à l'école, PUF.
- Les Épreuves écrites du CAP, Armand Colin.
- À la recherche de l'école de demain, Armand Colin. Collectif.
- Au pays des enfants masqués, Casterman, 1979. Autobiographie.

## Sources